# Inopinaves
Inopinaves è un clade di uccelli neoaviani eretto in uno studio di compressione genomica sistematica che utilizza circa 200 specie, nel 2015; contiene i cladi Opisthocomiformes e Telluraves.

## Derivazione
Lo studio dimostra che l'hoatzin si è allontanato dagli altri uccelli 64 milioni di anni fa. Studi precedenti collocavano l'hoatzin in diverse parti dell'albero genealogico degli uccelli; tuttavia, nonostante la sua morfologia insolita e primitiva, gli studi genetici hanno dimostrato che l'hoatzin non è così primitivo o antico come si credeva, e che potrebbe essere un uccello evoluto che ha ri-evoluto o ha conservato alcuni tratti plesiomorfici.
Secondo Suh et al. (2016), uno dei problemi con le conclusioni su questo clade è che studi indipendenti (come Jarvis et al. (2014) e Prum et al., (2015)) hanno trovato relazioni filogenetiche molto dissimili (come Gruae) usando lo stesso supporto probabilistico, tali punteggi di bootstrap e probabilità posteriori bayesiane.